# 察列維奇
察列維奇（英語：Tsarevich，IPA：[tsɐˈrʲevʲɪtɕ]），又譯為沙皇子，是一個斯拉夫貴族頭銜，用來稱呼沙皇的兒子。
自1797年的保羅皇室繼承權法通過後，這個頭銜便停止使用，並改用沙皇太子（Цесаре́вич）取代，用來指稱繼承人。察列維奇的弟弟會被稱呼為「Velikiy Knjaz」，意思是大親王（有時會被錯誤的翻譯為大公）。
阿列克謝·尼古拉耶維奇·羅曼諾夫是最後一位被稱呼為「察列維奇」的人，他是末代沙皇尼古拉二世唯一的兒子。雖然在阿列克謝的年代（1904）早已改制，他實際上的頭銜是沙皇太子，但他仍被以此稱呼。
在古代，這個頭銜也曾適用於喀山汗國、卡西姆汗國和西伯利亞汗國的可汗的後裔。自這些汗國被俄羅斯征服後，被遺棄的喬治亞王室或巴托尼什維利的後裔被允許使用察列維奇的頭銜，直到1833年他們發動一場目的為復興喬治亞王國的失敗政變為止。該頭銜此後降級為「Knyaz」。

## 延伸閱讀
- 西比爾斯基